# Mycale myriasclera
Mycale myriasclera är en svampdjursart som beskrevs av Claude Lévi 1983. Mycale myriasclera ingår i släktet Mycale och familjen Mycalidae.
Artens utbredningsområde är havet kring Nya Kaledonien. Inga underarter finns listade i Catalogue of Life.